# Муретинці
Муретинці (словен. Muretinci) — поселення в общині Горишниця, Подравський регіон‎, Словенія.